# Балор
Балор (стар.‑ірл. Balor) — в ірландській міфології король фоморіанів, одноокий бог.

## Етимологія
Етимологія імені «Балор» найчастіше пов'язується з індоєвропейським дієсловом «блискати, світлий» (*bhel), що у певному протиріччі функціональному характеру цього персонажа. 
На думку В. П. Калигіна, кращим здається зближення його з ім'ям балтійської богині смерті Гільтіне (літ. giltine; латиш, giltens, dziltine) і відповідно з індоєвропейським дієсловом «колоти, поранити, вбивати». Цей корінь представлений у кельтських мовах в др. Ірл. at-bail - «вмирає», в назві календарного свята Белтейн (Beltaine). 
Наявні спроби співвіднесення Балора з грецьким Беллерофонтом (буквально «вбивця Беллера») та іншими змієборськими міфами (боротьба Громовержця зі Змієм). 
На думку лінгвіста А. Ф. Журавльова, етимологія, пов'язана з «сяйвом, блиском», не суперечить функцій хтонічного та деструктивного персонажа. У найдавнішій версії оповіді, що була видана кельтологом У. Стоуксом, ім'я Балора з'являється у кількох варіаціях: Balor — 4 разу, Вolor — 1 раз, Balur — 2 раза.
Можливо його ім'я і характер повязані з висловлюванням «пронизливий погляд». 

## Історія
Його батьком, згідно переказів, був Буарайнех, тобто «бикоголовий». Одне око Балора було завжди закрите, тому що він  вбивав кожного, на кого падав погляд цього ока. Це сталося внаслідок того, що він заглянув у вікно будинку, де вірні волхви його батька готували якесь чаклунське зілля. Дим від цього зілля потрапило йому в око, яке набуло властивості вбивати поглядом всіх, у  тому числі і богів, і гігантів. Боги зберегли Балору життя лише за умови, що це око завжди буде закрите. Проте у важливих битвах Балор його віко піднімали четверо слуг, і він знищував ворогів, на яких падав його погляд.
Балору судилося загинути від руки онука, і, щоб уникнути смерті, він заточив свою єдину доньку Етлінн у вежу на острові Торі біля північно-західних берегів Ірландії.
Але Кіан, син бога-лікаря Діан Кехта, зумів проникнути до Етлінн, і вона народила Луга, бога сонця. Бог-коваль Гоібніу, брат Кіана, врятував немовля від люті Балора. Рокова зустріч вже дорослого онука і діда відбулася під час другої битви при Мойтурі, останній битві між фоморами і Племенами богині Дану.
Ніхто не міг витримати смертоносного погляду Балора, навіть Нуаду, проводир Племен богині Дану, володар дивовижного, разючого без промаху меча. Племена богині Дану вже були близькі до поразки, коли Луг помітив, що око Балора закривається від втоми. Щоб завдати вирішального удару, Лугу довелося пробратися крізь бойові порядки ворога на одній нозі, із закритим оком, наслідуючи одноногим фоморам і одноокому Балору.
Луг із чарівною пращею підкрався до циклопа і метнув камінь з такою силою, що око Балора вилетіло з іншого боку його ж голови. І вже фомори стали випробовувати на собі руйнівну силу цього погляду. Балор загинув, а Племенам богині Дану вдалося розгромити фоморів і вигнати їх з Ірландії. Перемога ознаменувала прихід до влади покоління молодих богів із Племен богині Дану.